# Мітлиця скельна
{{#ifeq:0|0|{{#if:Agrostis rupestris|{{#if:|[[]}}|[[]]}}}}
Мітлиця скельна (Agrostis rupestris) — вид однодольних рослин із родини злакових (Poaceae).

## Біоморфологічна характеристика
Багаторічна кущиста трава. Стебла голі ниткоподібні прямовисні чи колінчасто висхідні, 5–30 см заввишки. Листки знизу гладкі: листові піхви гладкі; листовий язичок ланцетний, 1.5–2 мм, гострий; листові пластини ниткоподібні, згорнуті, 1.5–5 см × 1 мм. Суцвіття — відкрита, яйцюватої форми волоть 2.5–5 см завдовжки; вісь гладка; її гілочки голі та гладкі; колосочки поодинокі. Колосочки темно-фіолетові, блискучі, овальні, стиснуті збоку, 2–3.5 мм, складаються з 1 родючої квіточки. Колоскові луски схожі, перевищують верхівки квіточок, блискучі, і верхня й нижня — ланцетні, 2–3.5 мм, 1-кілеві, 1-жилкові (жилка шершава), верхівки гострі. Родюча лема еліптична, 1.8–2.2 мм, без кіля, 5-жилкова, вершина з нерівномірними виїмками, є 1 остюк. Палея у довжину 0.2 мм, напівпрозора. Пиляків 3, 1–1.3 мм у довжину. Зернівка 1.5 мм у довжину. 2n=(14)21(28).

## Середовище проживання
Вид зростає у Марокко і Європі (Австрія, Швейцарія, Чехія, Німеччина, Польща, Словаччина, Україна, Албанія, Болгарія, Греція, Хорватія, Італія, Румунія, Сербія, Іспанія, Франція); за деякими даними й на Південному Кавказі.
В Україні вид зростає на скелях та полонинах субальпійського та альпійського поясів — у Карпатах, дуже рідко (хр. Чорногора, полонина Пожижевська; гора Дзимброня). У ЧКУ має статус «зникаючий».